# Protocolo de Informação de Programa e Sistema
O Protocolo de Informação de Programa e Sistema (PSIP por sua sigla em inglês: Program and System Information Protocol) é o protocolo de comunicações utilizado no sistema de televisão digital ATSC. Este protocolo é usado para transportar os metadados sobre cada um dos canais digitais de uma emissora de televisão e para publicar informações sobre seus programas. Desta maneira, os espectadores podem selecionar o que querem assistir através do título e da descrição do programa.